# Sıla Saygı
Sıla Saygı (Ankara, 2 de gener de 1996) és una patinadora artístic turca. Saygı s'inicià a l'esport als cinc anys a Ankara i als 10 anys és convocada a la selecció turca per primera vegada. El 2014 va ser campiona i el 2015 segona (després de Birce Atabey) en el Campionat de Turquia.